# WrestleMania 34
WrestleMania 34 fue la trigésima cuarta edición de WrestleMania, un evento pago por visión (PPV) de lucha libre profesional producido por la WWE. El evento tuvo lugar el 8 de abril de 2018, en el Mercedes-Benz Superdome en la ciudad de Nueva Orleans, Luisiana. Este fue el segundo WrestleMania que tuvo lugar en Nueva Orleans después de WrestleMania XXX en 2014. Los temas musicales del evento fueron "Celebrate" y "New Orleans" de Kid Rock, y "Let the Good Time Roll" de Freddie King.

## Producción
WrestleMania es considerado el evento insignia de la WWE, y ha sido descrito como el Super Bowl de entretenimiento deportivo. Las entradas salieron a la venta el 17 de noviembre de 2017, con boletos individuales que cuestan entre $ 35 y $ 2000. El 30 de octubre de 2017, se vendieron paquetes de viaje con alojamiento que van desde $ 1150 a $ 8525 por persona.
El 8 de abril, antes del inicio de WrestleMania 34, WWE y Snickers celebraron la WrestleMania Block Party en la plaza Champions Square. El evento del portón trasero contó con apariciones de los miembros del WWE Hall of Fame Alundra Blayze y Ric Flair, así como las apariciones de los competidores activos Tamina y R-Truth. El dúo estadounidense Chloe x Halle interpretó «America the Beautiful» para poner en marcha la cartelera principal de WrestleMania.

## Antecedentes
En WrestleMania 33, Brock Lesnar ganó el Campeonato Universal de la WWE, mientras que Roman Reigns derrotó a The Undertaker; la noche siguiente en Raw, el mánager de Lesnar Paul Heyman insinuó una lucha entre Lesnar y Reigns por el título ya que eran los únicos dos hombres que derrotaron a The Undertaker en WrestleMania (Lesnar habiendo derrotado a The Undertaker en WrestleMania XXX). Durante el año siguiente, Lesnar retuvo el campeonato en varias defensas del título, incluyendo un Fatal 4-Way match en SummerSlam en el que Reigns participó y en donde Lesnar cubrió a Reigns. Debido a que el ganador del Royal Rumble 2018 eligió desafiar por el campeonato mundial de SmackDown Live en WrestleMania 34, el retador de Lesnar se determinó en Elimination Chamber, donde Reigns ganó el Elimination Chamber match; que a su vez estableció una revancha de WrestleMania 31, que no tuvo un ganador decisivo entre los dos.
En Royal Rumble, Shinsuke Nakamura de SmackDown Live ganó el Royal Rumble match masculino al eliminar por último a Roman Reigns, ganándose así una lucha por un campeonato mundial de su elección en WrestleMania 34. Después de la lucha, cuando se le preguntó sobre que título mundial él desafiaría, Nakamura desafió al Campeón de la WWE AJ Styles. En Fastlane, Styles defendió con éxito el campeonato en un Six-Pack Challenge, confirmando la lucha Styles-Nakamura en WrestleMania.
Después de no poder ganar el Elimination Chamber match por una oportunidad por el Campeonato Universal de la WWE en Elimination Chamber, el Campeón Intercontinental The Miz dijo que debería ser el elegido para estar en el evento principal de WrestleMania 34 ya que afirmó haber hecho el Campeonato Intercontinental más importante que el Campeonato Universal. Dijo que el gerente general de Raw Kurt Angle le dijo que su oponente en el episodio de Raw de esa noche podría determinar su oponente de WrestleMania. Seth Rollins luego salió y derrotó a The Miz en una lucha, después de lo cual, Finn Bálor salió a tener una lucha con The Miz, lo que confundió a Rollins. The Miztourage (Bo Dallas & Curtis Axel) atacó a Bálor justo después de que comenzara la lucha, causando una descalificación, pero Angle expulsó a The Miztourage y reinició la lucha, en la que Bálor derrotó a The Miz. La semana siguiente, tanto Rollins como Bálor confrontaron a The Miz, lo que provocó un 2-on-3 Handicap match entre Rollins y Bálor y The Miz y su Miztourage, donde Rollins cubrió a The Miz. Luego, Angle programó a The Miz para defender el Campeonato Intercontinental contra Bálor y Rollins en un Triple Threat match en WrestleMania.
En Royal Rumble, Asuka de Raw ganó el Royal Rumble match femenino, eliminando por último a Nikki Bella. Como resultado, Asuka se ganó el derecho de desafiar ya sea por el Campeonato Femenino de Raw o el Campeonato Femenino de SmackDown en WrestleMania 34. Siguiendo el consejo de la comisionada de Raw, Stephanie McMahon, Asuka pospuso su decisión hasta que las Campeonas Femeninas de Raw y SmackDown, Alexa Bliss y Charlotte Flair respectivamente, defendieran con éxito sus títulos en Elimination Chamber y Fastlane, respectivamente. Asuka apareció en Fastlane e indicó que desafiaría a Flair por el Campeonato Femenino de SmackDown.
Nia Jax no pudo ganar una oportunidad por un campeonato femenino en Royal Rumble y también perdió ante la ganadora del Royal Rumble match femenino, Asuka, en Elimination Chamber, en una lucha que la habría agregado a la lucha de campeonato de Asuka en WrestleMania 34. Alexa Bliss consoló a Jax por su derrota y dijo que merecía tener una lucha de campeonato. Después de que Asuka decidió desafiar a Charlotte Flair por el Campeonato Femenino de SmackDown en WrestleMania en lugar de Bliss, Bliss y Mickie James confrontaron a Asuka y tenían la intención de que Jax tuviera un combate con ella, pero Jax no apareció, lo que provocó que James tuviera el combate, que ella perdió. Bliss confrontó a Jax, quien dijo que el gerente general de Raw Kurt Angle le ordenó que no saliera porque estaba programada para otro combate. Durante el combate de Jax, una conversación entre Bliss y James, que no estaban al tanto, se podía escuchar y ver en el TitanTron. Bliss dijo que solo estaba usando a Jax y se burló de ella, lo que molestó a Jax. La semana siguiente, Bliss emitió una disculpa falsa y siguió insultando a Jax. Más tarde esa noche, cuando Bliss estaba teniendo un encuentro no titular con Asuka, Jax salió y persiguió a Bliss al área tras bastidores, otorgándole a Asuka la victoria por cuenta fuera. Más tarde, Bliss confrontó a Angle, quien decidió que Bliss defendería el Campeonato Femenino de Raw contra Jax en WrestleMania.
Después de derrotar a The Revival (Dash Wilder & Scott Dawson), los Campeones en Parejas de Raw Cesaro & Sheamus dijeron que habían derrotado a todos los equipos en parejas en Raw y lanzaron un desafío abierto a cualquier equipo en parejas para enfrentarlos por los títulos en WrestleMania 34. En el episodio del 12 de marzo, una pelea estalló entre todos los equipos en parejas de Raw y el gerente general de Raw, Kurt Angle, programó un battle royal de equipos en parejas, con el equipo ganador recibiendo una lucha de campeonato en WrestleMania. Braun Strowman ingresó a la lucha y ganó al eliminar por último a Karl Anderson. La semana siguiente, Angle decidió que Strowman recibiría un combate por el Campeonato en Parejas de Raw en WrestleMania siempre que encontrara un compañero de equipo. Strowman dijo que no necesitaba un compañero, pero que tendría uno.

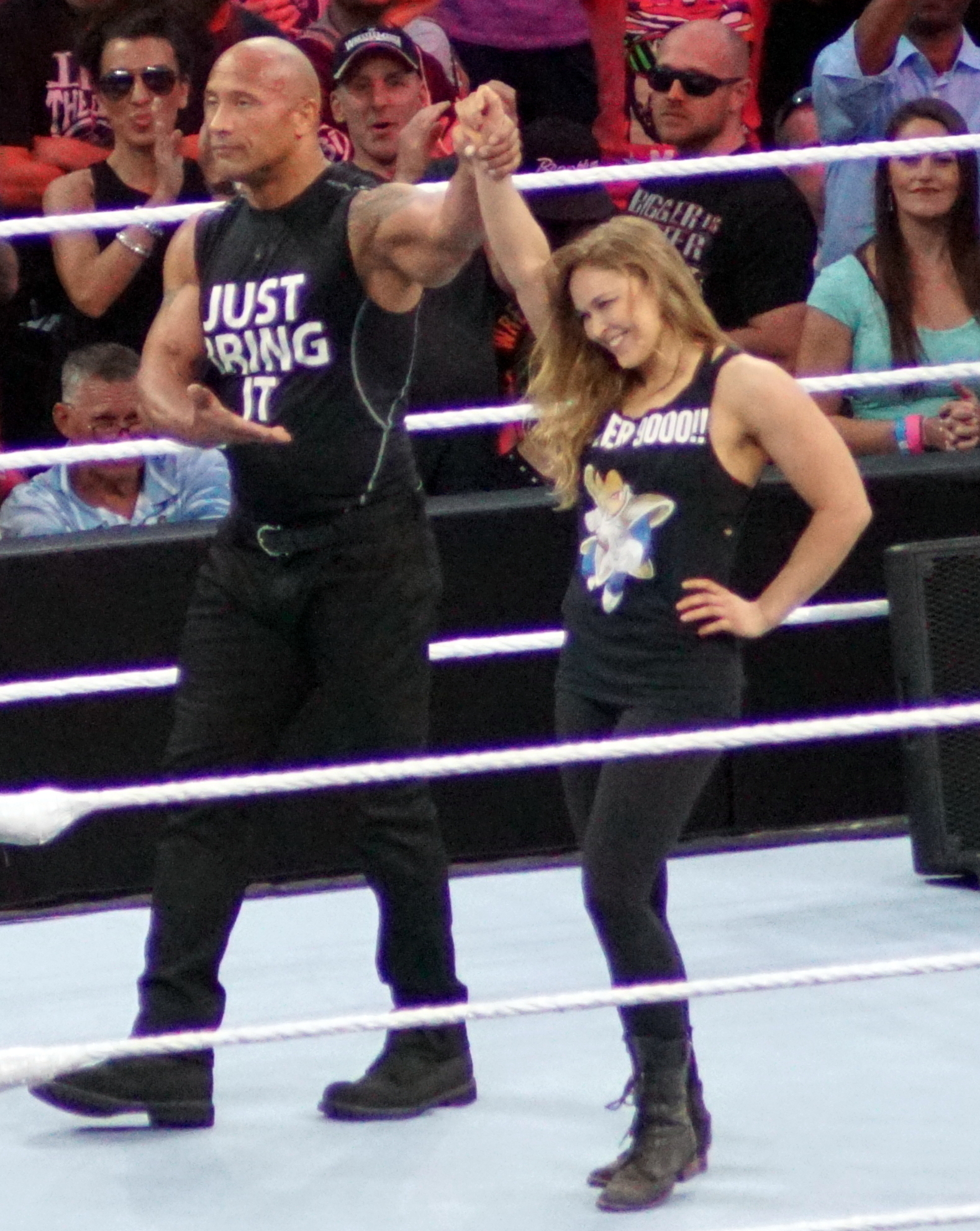
Ronda Rousey y The Rock después de su segmento con Stephanie McMahon y Triple H en WrestleMania 31, la génesis del feudo de Rousey con Stephanie y Triple H en WrestleMania 34.

En WrestleMania 31, la entonces estrella de la UFC Ronda Rousey hizo una aparición junto a The Rock confrontando al jefe de operaciones de la WWE Triple H y su esposa Stephanie McMahon de The Authority. Esto comenzó la especulación de que Rousey eventualmente vendría a la WWE. Ella hizo algunas apariciones en los próximos años y se rumoreó que competiría en el Royal Rumble match femenino inaugural en 2018, pero negó que asistiera al evento. Sin embargo, después de la victoria de Asuka en esa lucha, la ahora exestrella de UFC hizo una aparición, confirmando que había firmado a tiempo completo con WWE. Durante su firma oficial de contrato en Elimination Chamber, Triple H confirmó que no había estipulaciones especiales en el contrato, pero Rousey tendría su debut en WrestleMania 34. El gerente general de Raw, Kurt Angle, a quien Stephanie (para entonces comisionada de Raw) había amenazado anteriormente con despedir y a quien Triple H había atacado en Survivor Series, luego mencionó el incidente de WrestleMania 31 y dijo que Triple H y Stephanie querían manipular a Rousey como venganza. Esto eventualmente llevó a Rousey a enviar a Triple H a través de una mesa, lo que provocó que Stephanie abofeteara a Rousey, pero corrió antes de que Rousey pudiera atacarla y Rousey firmó su contrato. La noche siguiente en Raw, Rousey exigió una disculpa de Stephanie, quien cumplió. Cuando Stephanie estaba abandonando el ring, Triple H atacó a Angle. La semana siguiente, Stephanie dijo que Rousey podría elegir a cualquier miembro activa de Raw como su oponente en WrestleMania excepto la campeona; Rousey eligió a Stephanie. Cuando Triple H se opuso, Angle señaló que tanto Triple H como Stephanie tenían contratos como luchadores, lo que llevó a Angle a programar que Triple H y Stephanie se enfrentaran al propio Angle y a Rousey en un combate de equipos mixto en WrestleMania.

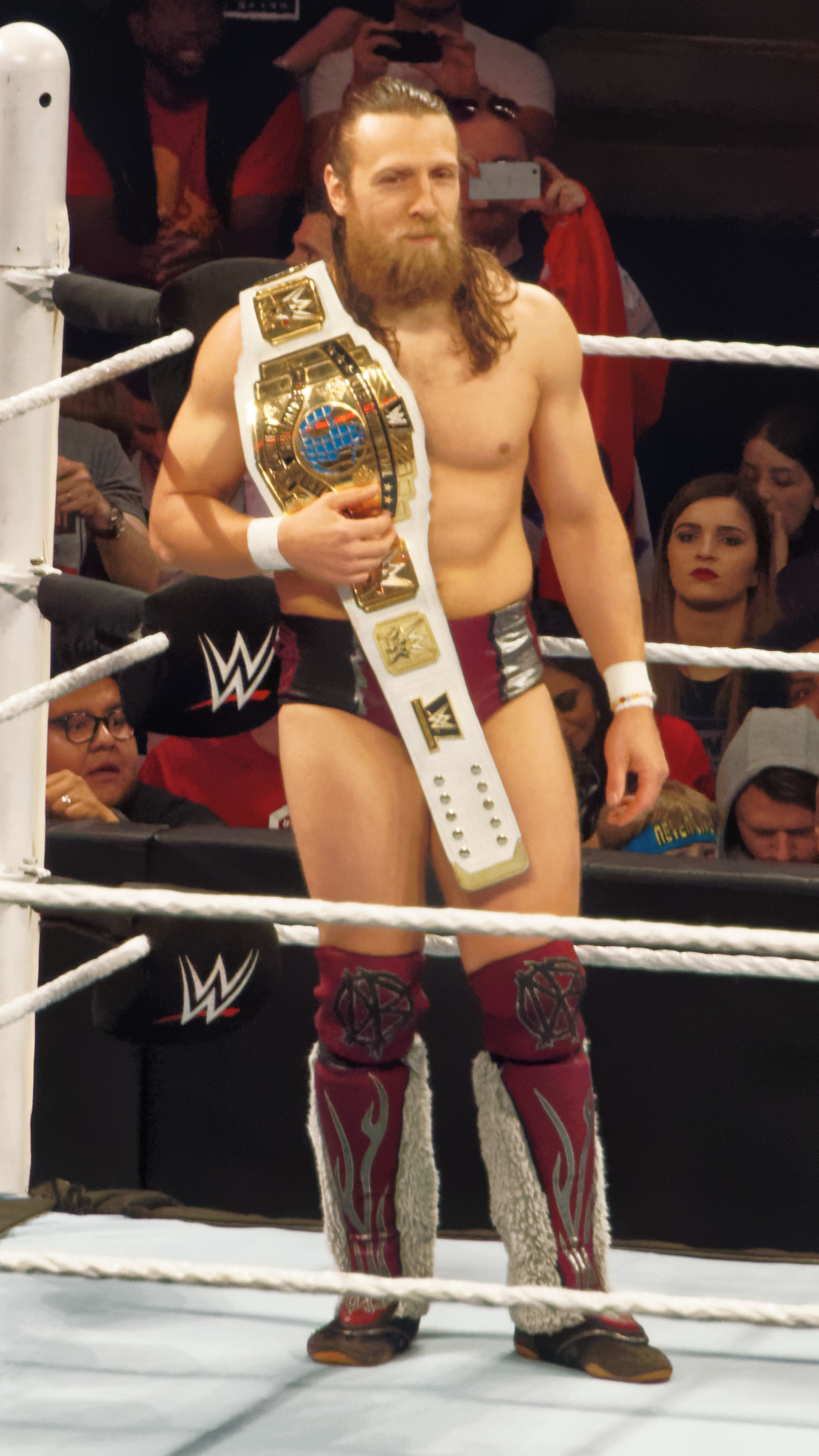
Daniel Bryan tuvo su regreso al ring en WrestleMania 34; su último combate fue en abril de 2015 y se vio obligado a retirarse debido a una conmoción cerebral, pero después de extensos exámenes, se le autorizó a competir nuevamente.

A lo largo del verano de 2017, Kevin Owens tuvo un feudo con el comisionado de SmackDown Live Shane McMahon; en Hell in a Cell, Owens derrotó a Shane en un Hell in a Cell match gracias a la ayuda de su amigo convertido en rival, Sami Zayn. Zayn explicó que actuó así por decepción por no haber tenido las oportunidades esperadas en SmackDown Live y se dio cuenta de que Owens tenía la razón desde el principio en sus cuestionables acciones. Owens y Zayn continuaron su feudo con Shane, incluyendo atacándolo en Survivor Series y Shane amenazando con despedirlos si perdían su combate en Clash of Champions, mientras que el gerente general de SmackDown Live Daniel Bryan aparentemente favorecía a los dos dándoles oportunidades por el Campeonato de la WWE: primero en Royal Rumble, donde AJ Styles retuvo su título contra ambos, a pesar de un polémico final en el que Styles cubrió a Owens, quien no era el hombre legal, lo que Shane ignoró cuando los dos lo confrontaron al respecto, y nuevamente en Fastlane, donde Owens y Zayn estaban entre los cinco contendientes. Durante este último, Shane interrumpió cuentas para Owens y Zayn. Shane entonces tomó una licencia indefinida, pero como última decisión, programó que Owens y Zayn se enfrentarían en WrestleMania 34. Owens y Zayn reaccionaron atacando brutalmente a Shane. La semana siguiente, Bryan, cuyo último combate fue en abril de 2015, reveló que estaba médicamente autorizado para competir nuevamente. Más tarde, despidió a Owens y Zayn por su ataque a Shane y recibió un ataque. En respuesta, Bryan dijo que lamentaba haberlos favorecido y programó una pelea por equipos para él y Shane contra Owens y Zayn, y que los dos últimos volverían a ser contratados si ganaban.
En Fastlane, Randy Orton ganó el Campeonato de Estados Unidos de Bobby Roode. Después del combate, Jinder Mahal, quien decía que debería haber estado en el combate, atacó a ambos, pero él y Orton recibieron un Glorious DDT de Roode. En el siguiente episodio de SmackDown Live, Roode confrontó a Orton y anunció que obtendría su revancha por el título en WrestleMania 34. Mahal lo interrumpió y derrotó a Roode en un combate, pero después sufrió un RKO de Orton. En el episodio del 27 de marzo, Mahal hizo equipo con Rusev para derrotar a Orton y Roode después que Rusev cubriera a Orton. Tras bastidores, Mahal dijo que conseguiría que Rusev ocupara un asiento en primera fila en WrestleMania para verlo ganar, pero Rusev quería estar en el combate por el título ya que cubrió a Orton, lo que se hizo oficial, lo que hizo que la lucha por el Campeonato de los Estados Unidos sea un Fatal 4-Way match.
A lo largo de 2017, The Usos (Jey & Jimmy Uso) y The New Day (Big E, Kofi Kingston & Xavier Woods) lucharon en varios eventos por el Campeonato en Parejas de SmackDown. El feudo original terminó en Hell in a Cell en el combate homónimo con The Usos victoriosos. The New Day obtuvo otra oportunidad por los títulos en Fastlane, pero el combate terminó después de que ambos equipos fueron atacados por The Bludgeon Brothers (Harper & Rowan), lesionando a Jey, Kingston y Woods. En el siguiente episodio de SmackDown Live, Big E y Jimmy se unieron para vengarse, pero fueron derrotados. En el episodio del 27 de marzo, Big E y Woods de The New Day se enfrentaron a The Bludgeon Brothers, ganando los últimos por descalificación después de que The Usos los atacaron. Para WrestleMania 34 se programó un Triple Threat match por equipos en pareja por el Campeonato en Parejas de SmackDown.
Decidido a competir en WrestleMania 34, el agente libre John Cena entró en el Royal Rumble match para ganarse una lucha por un campeonato mundial en WrestleMania, pero no pudo ganar. Luego se clasificó para el Elimination Chamber match, esperando ganar una oportunidad por el Campeonato Universal de la WWE en WrestleMania, pero nuevamente falló. En Raw, Cena desafió a The Undertaker, a quien nunca había enfrentado en WrestleMania, pero como esa lucha era aparentemente imposible, usó su condición de agente libre para ir a SmackDown y buscar otra oportunidad a WrestleMania. En SmackDown, Cena derrotó al Campeón de la WWE AJ Styles en un combate no titular para convertirse en el sexto competidor en el combate por el Campeonato de la WWE en Fastlane, dándole la oportunidad de ir a WrestleMania como el campeón de la WWE, sin embargo, Styles retuvo. Cena regresó a Raw y pensó en asistir a WrestleMania como un fanático, pero luego decidió desafiar una vez más a The Undertaker, afirmando que no eran los ejecutivos de la WWE quienes impedían que ocurriera, sino el propio Undertaker. Para la semana siguiente, Cena no había recibido una respuesta. Cena instó a The Undertaker a salir, pero en su lugar apareció el hermano de The Undertaker (en kayfabe) Kane y atacó a Cena con un chokeslam. Cena luego se enfrentó a Kane en un combate de no descalificación donde se mofó de The Undertaker, realizando sus gestos característicos, así como el chokeslam. Después de derrotar a Kane, Cena continuó su antagonismo con The Undertaker. En el último Raw antes de WrestleMania, Cena todavía no había recibido una respuesta. Cena dijo que no entraría en otro combate, y dijo que no estaba enojado por no tener un combate, pero estaba enojado con The Undertaker por no responder.
El 23 de enero de 2018, el Campeón Peso Crucero de la WWE Enzo Amore fue liberado de la WWE, dejando vacante el título. Se anunció que un gerente general sería designado para 205 Live, que anteriormente estaba controlado por el gerente general de Raw. En el episodio del 30 de enero de 205 Live, Drake Maverick (antes conocido como Rockstar Spud en Impact Wrestling) fue nombrado como el gerente general de 205 Live. Maverick anunció que habrá un torneo de 16 hombres para coronar a un nuevo Campeón Peso Crucero de la WWE, con la final en WrestleMania 34. Durante las siguientes semanas, Cedric Alexander, TJP, Kalisto, Roderick Strong, Mark Andrews, Drew Gulak, Buddy Murphy y Mustafa Ali avanzaron a los cuartos de final con victorias sobre Gran Metalik, Tyler Bate, Lince Dorado, Hideo Itami, Akira Tozawa, Tony Nese, Ariya Daivari y Gentleman Jack Gallagher, respectivamente. En los siguientes dos episodios, Alexander, Strong, Gulak y Ali avanzaron a las semifinales al derrotar a TJP, Kalisto, Andrews y Murphy, respectivamente. En los siguientes dos episodios, tanto Alexander como Ali aseguraron su lugar en la final del torneo al derrotar a Strong y Gulak, respectivamente, para competir por el vacante Campeonato Peso Crucero de la WWE en WrestleMania, que luego se movió al pre-show.
En el episodio del 12 de marzo de Raw, un battle royal abierto para cualquier luchadora femenina de cualquier marca fue anunciado para WrestleMania 34. El combate, nombrado originalmente en honor de The Fabulous Moolah, fue presentado como una contraparte femenina de su versión masculina, el André the Giant Memorial Battle Royal. Sin embargo, el 15 de marzo, el combate fue renombrado a «WrestleMania Women's Battle Royal» debido a la reacción de los fanáticos y críticos con respecto al pasado de Moolah y su tratamiento de otras mujeres. La historia principal del WrestleMania Women's Battle Royal se centró en la amistad entre Bayley y Sasha Banks. Durante semanas antes del anuncio de la lucha, la amistad entre ambas mujeres se volvió cada vez más tensa. En Elimination Chamber, Banks traicionó a Bayley en el Elimination Chamber match femenino. Banks luego se convirtió en la primera en anunciar su participación en la battle royal en el episodio del 19 de marzo de Raw. La semana siguiente, Bayley confirmó su participación, asegurando un enfrentamiento entre las dos durante la battle royal, y fue confrontada por Banks, que quería hablar sobre sus problemas recientes, pero una pelea tras bastidores estalló entre ellas. Más tarde se confirmó que tanto la battle royal masculina como la femenina ocurrirían en el pre-show.

## Resultados
- Kick-Off: Matt Hardy ganó el André the Giant Memorial Battle Royal (15:45).[50][51]
  - Matt eliminó finalmente a Baron Corbin ganando la lucha.
  - Durante la lucha, Bray Wyatt hizo su regreso ayudando a Matt a ganar el combate.
  - Los otros participantes fueron (en orden de eliminación y quien lo eliminó): Aiden English (Ryder), Konnor (Anderson), Curt Hawkins (Fandango), R-Truth (Goldust), Primo Colon (Mike), Mike Kanellis (Sin Cara), Tyler Breeze (Benjamin), Viktor (Rhyno), Zack Ryder (Rawley), Karl Anderson (Gable), Luke Gallows (O'Neil), Apollo (Wilder y Dawson), Shelton Benjamin (Wilder y Dawson), Rhyno (Dawson), Dash Wilder (Dallas y Axel), Scott Dawson (Dallas y Axel), Bo Dallas (Kane), Curtis Axel (Kane), Sin Cara (Corbin), Fandango (Kane), Heath Slater (Corbin), Chad Gable (Kane), Titus O'Neil (Ziggler), Goldust (Ziggler), Tye Dillinger (Matt), Dolph Ziggler (Kane), Kane (Corbin) y Mojo Rawley (Matt).
- Kick-Off: Naomi ganó el WrestleMania Women's Battle Royal (9:50).[50][52]
  - Naomi eliminó finalmente a Bayley, ganando la lucha.
  - Las otras participantes fueron (en orden de eliminación y quién la eliminó): Carmella (Deville), Dana Brooke (Rose), Mandy Rose (Kai), Sonya Deville (Kai y Conti), Kairi Sane (Lana), Lana (Belair), Kavita Devi (Logan), Taynara Conti (Morgan, Logan y Riott), Bianca Belair (Lynch), Dakota Kai (Banks), Becky Lynch (James), Mickie James (Riott), Peyton Royce (Morgan, Logan y Riott), Natalya (Bayley y Banks), Liv Morgan (Bayley y Banks), Ruby Riott (Bayley y Banks), Sarah Logan (Bayley y Banks) y Sasha Banks (Bayley).
- Kick-Off: Cedric Alexander derrotó a Mustafa Ali y ganó el vacante Campeonato Peso Crucero de la WWE (12:20).[50][53]
  - Alexander cubrió a Ali después de un «Lumbar Check».
  - Ésta fue la final de un torneo realizado por orden del nuevo gerente general de 205 Live, Drake Maverick, después de que el campeonato quedara vacante debido al despido del anterior campeón, Enzo Amore.
  - Después del combate, Maverick salió a felicitar a Alexander.
- Seth Rollins derrotó a The Miz (c) y Finn Bálor y ganó el Campeonato Intercontinental (15:30).[54][55]
  - Rollins cubrió a The Miz después de un «Curb Stomp».
- Charlotte Flair derrotó a Asuka y retuvo el Campeonato Femenino de SmackDown (13:05).[54][56]
  - Flair forzó a Asuka a rendirse con un «Figure-Eight Leglock».
  - Después de la lucha, Flair y Asuka se abrazaron en señal de respeto.
  - Este combate marcó el final de la racha invicta de Asuka.
- Jinder Mahal (con Sunil Singh) derrotó a Randy Orton (c), Bobby Roode y Rusev (con Aiden English) y ganó el Campeonato de los Estados Unidos (8:15).[54][57]
  - Mahal cubrió a Rusev después de un «Khallas».
- Kurt Angle & Ronda Rousey derrotaron a The Authority (Triple H & Stephanie McMahon) (20:40).[54][58]
  - Rousey forzó a Stephanie a rendirse con un «Armbar».
- The Bludgeon Brothers (Harper & Rowan) derrotaron a The Usos (Jey Uso & Jimmy Uso) (c) y The New Day (Big E & Kofi Kingston) (con Xavier Woods) y ganaron los Campeonatos en Parejas de SmackDown (5:50).[54][59]
  - Harper cubrió a Kingston después de un Chokeslam desde la segunda cuerda.
  - Antes de la lucha, The Bludgeon Brothers atacaron a The Usos y a The New Day.
- The Undertaker derrotó a John Cena (2:45).[54][60]
  - The Undertaker cubrió a Cena después de un «Tombstone Piledriver».
  - Antes de la lucha, Elias apareció para burlase de Cena, pero éste lo atacó con un «Attitude Adjustment».
  - Como resultado, The Undertaker aumentó su récord en WrestleMania a 24-2.
  - John Cena es el oponente que menos tiempo tomo derrotar para The Undertaker en un Wrestlemania.
- Daniel Bryan & Shane McMahon derrotaron a Kevin Owens & Sami Zayn  (15:25).[54][61]
  - Bryan forzó a Zayn a rendirse con un «Yes! Lock».
  - Como consecuencia, Owens & Zayn permanecieron despedidos de SmackDown Live.
  - Ésta fue la primera lucha de Bryan desde abril de 2015 después de su retiro en febrero de 2016 por razones médicas.
- Nia Jax derrotó a Alexa Bliss (con Mickie James) y ganó el Campeonato Femenino de Raw (10:15).[54][62]
  - Jax cubrió a Bliss después de un «Samoan Drop» desde la segunda cuerda.
  - Antes de la lucha, Jax atacó a James.
- AJ Styles  derrotó a Shinsuke Nakamura y retuvo el Campeonato de la WWE (20:20).[54][63]
  - Styles cubrió a Nakamura después de revertir un «Kinshasa» en un «Styles Clash».
  - Después de la lucha, Nakamura atacó a Styles con un «Low Blow», cambiando a heel.
- Braun Strowman & Nicholas derrotaron a Cesaro & Sheamus y ganaron los Campeonatos en Parejas de Raw (4:00).[54][64]
  - Strowman cubrió a Cesaro después de un «Running Powerslam».
  - Nicholas era el hijo de John Cone elegido por Strowman como compañero de entre los asistentes antes de la lucha.
- Brock Lesnar (con Paul Heyman) derrotó a Roman Reigns y retuvo el Campeonato Universal de la WWE (15:55).[54]
  - Lesnar cubrió a Reigns después de un «F-5».

### Torneo por el Campeonato Peso Crucero
Pin=conteo de tres; Sub=rendición
|  | Primera Ronda 205 Live (30/1/18, 6/2/18, 13/2/18 y 20/2/18) | Primera Ronda 205 Live (30/1/18, 6/2/18, 13/2/18 y 20/2/18) | Primera Ronda 205 Live (30/1/18, 6/2/18, 13/2/18 y 20/2/18) |                 |                  | Cuartos de final 205 Live (27/2/18 y 06/3/18) | Cuartos de final 205 Live (27/2/18 y 06/3/18) | Cuartos de final 205 Live (27/2/18 y 06/3/18) |  |                  | Semifinal 205 Live (13/3/18 y 20/3/18) | Semifinal 205 Live (13/3/18 y 20/3/18) | Semifinal 205 Live (13/3/18 y 20/3/18) |  |                  | Final WrestleMania 34 | Final WrestleMania 34 | Final WrestleMania 34 |  |
|  |                                                             |                                                             |                                                             |                 |                  |                                               |                                               |                                               |  |                  |                                        |                                        |                                        |  |                  |                       |                       |                       |  |
|  |                                                             |                                                             |                                                             |                 |                  |                                               |                                               |                                               |  |                  |                                        |                                        |                                        |  |                  |                       |                       |                       |  |
|  | Cedric Alexander                                            | Cedric Alexander                                            | Pin                                                         |                 |                  |                                               |                                               |                                               |  |                  |                                        |                                        |                                        |  |                  |                       |                       |                       |  |
|  | Cedric Alexander                                            | Cedric Alexander                                            | Pin                                                         |                 |                  |                                               |                                               |                                               |  |                  |                                        |                                        |                                        |  |                  |                       |                       |                       |  |
|  | Gran Metalik                                                | Gran Metalik                                                | 9:27                                                        |                 |                  |                                               |                                               |                                               |  |                  |                                        |                                        |                                        |  |                  |                       |                       |                       |  |
|  | Gran Metalik                                                | Gran Metalik                                                | 9:27                                                        |                 | Cedric Alexander | Cedric Alexander                              | Pin                                           |                                               |  |                  |                                        |                                        |                                        |  |                  |                       |                       |                       |  |
|  |                                                             |                                                             |                                                             |                 | Cedric Alexander | Cedric Alexander                              | Pin                                           |                                               |  |                  |                                        |                                        |                                        |  |                  |                       |                       |                       |  |
|  |                                                             |                                                             | TJP                                                         | TJP             | 17:21            |                                               |                                               |                                               |  |                  |                                        |                                        |                                        |  |                  |                       |                       |                       |  |
|  | Tyler Bate                                                  | Tyler Bate                                                  | TJP                                                         | TJP             | 17:21            | 14:31                                         |                                               |                                               |  |                  |                                        |                                        |                                        |  |                  |                       |                       |                       |  |
|  | Tyler Bate                                                  | Tyler Bate                                                  |                                                             |                 |                  |                                               |                                               |                                               |  |                  |                                        |                                        |                                        |  |                  |                       |                       |                       |  |
|  | TJP                                                         | TJP                                                         | Pin                                                         |                 |                  |                                               |                                               |                                               |  |                  |                                        |                                        |                                        |  |                  |                       |                       |                       |  |
|  | TJP                                                         | TJP                                                         | Pin                                                         |                 |                  |                                               |                                               |                                               |  | Cedric Alexander | Cedric Alexander                       | Pin                                    |                                        |  |                  |                       |                       |                       |  |
|  |                                                             |                                                             |                                                             |                 |                  |                                               |                                               |                                               |  | Cedric Alexander | Cedric Alexander                       | Pin                                    |                                        |  |                  |                       |                       |                       |  |
|  |                                                             |                                                             | Roderick Strong                                             | Roderick Strong | 14:57            |                                               |                                               |                                               |  |                  |                                        |                                        |                                        |  |                  |                       |                       |                       |  |
|  | Kalisto                                                     | Kalisto                                                     | Roderick Strong                                             | Roderick Strong | 14:57            | Pin                                           |                                               |                                               |  |                  |                                        |                                        |                                        |  |                  |                       |                       |                       |  |
|  | Kalisto                                                     | Kalisto                                                     |                                                             |                 |                  |                                               |                                               |                                               |  |                  |                                        |                                        |                                        |  |                  |                       |                       |                       |  |
|  | Lince Dorado                                                | Lince Dorado                                                | 11:37                                                       |                 |                  |                                               |                                               |                                               |  |                  |                                        |                                        |                                        |  |                  |                       |                       |                       |  |
|  | Lince Dorado                                                | Lince Dorado                                                | 11:37                                                       |                 | Kalisto          | Kalisto                                       | 11:39                                         |                                               |  |                  |                                        |                                        |                                        |  |                  |                       |                       |                       |  |
|  |                                                             |                                                             |                                                             |                 | Kalisto          | Kalisto                                       | 11:39                                         |                                               |  |                  |                                        |                                        |                                        |  |                  |                       |                       |                       |  |
|  |                                                             |                                                             | Roderick Strong                                             | Roderick Strong | Pin              |                                               |                                               |                                               |  |                  |                                        |                                        |                                        |  |                  |                       |                       |                       |  |
|  | Hideo Itami                                                 | Hideo Itami                                                 | Roderick Strong                                             | Roderick Strong | Pin              | 17:04                                         |                                               |                                               |  |                  |                                        |                                        |                                        |  |                  |                       |                       |                       |  |
|  | Hideo Itami                                                 | Hideo Itami                                                 |                                                             |                 |                  |                                               |                                               |                                               |  |                  |                                        |                                        |                                        |  |                  |                       |                       |                       |  |
|  | Roderick Strong                                             | Roderick Strong                                             | Pin                                                         |                 |                  |                                               |                                               |                                               |  |                  |                                        |                                        |                                        |  |                  |                       |                       |                       |  |
|  | Roderick Strong                                             | Roderick Strong                                             | Pin                                                         |                 |                  |                                               |                                               |                                               |  |                  |                                        |                                        |                                        |  | Cedric Alexander | Cedric Alexander      | Pin                   |                       |  |
|  |                                                             |                                                             |                                                             |                 |                  |                                               |                                               |                                               |  |                  |                                        |                                        |                                        |  | Cedric Alexander | Cedric Alexander      | Pin                   |                       |  |
|  |                                                             |                                                             | Mustafa Ali                                                 | Mustafa Ali     | 12:20            |                                               |                                               |                                               |  |                  |                                        |                                        |                                        |  |                  |                       |                       |                       |  |
|  | Mark Andrews                                                | Mark Andrews                                                | Mustafa Ali                                                 | Mustafa Ali     | 12:20            | Pin                                           |                                               |                                               |  |                  |                                        |                                        |                                        |  |                  |                       |                       |                       |  |
|  | Mark Andrews                                                | Mark Andrews                                                |                                                             |                 |                  |                                               |                                               |                                               |  |                  |                                        |                                        |                                        |  |                  |                       |                       |                       |  |
|  | Akira Tozawa                                                | Akira Tozawa                                                | 12:28                                                       |                 |                  |                                               |                                               |                                               |  |                  |                                        |                                        |                                        |  |                  |                       |                       |                       |  |
|  | Akira Tozawa                                                | Akira Tozawa                                                | 12:28                                                       |                 | Mark Andrews     | Mark Andrews                                  | 12:09                                         |                                               |  |                  |                                        |                                        |                                        |  |                  |                       |                       |                       |  |
|  |                                                             |                                                             |                                                             |                 | Mark Andrews     | Mark Andrews                                  | 12:09                                         |                                               |  |                  |                                        |                                        |                                        |  |                  |                       |                       |                       |  |
|  |                                                             |                                                             | Drew Gulak                                                  | Drew Gulak      | Sub              |                                               |                                               |                                               |  |                  |                                        |                                        |                                        |  |                  |                       |                       |                       |  |
|  | Tony Nese                                                   | Tony Nese                                                   | Drew Gulak                                                  | Drew Gulak      | Sub              | 16:10                                         |                                               |                                               |  |                  |                                        |                                        |                                        |  |                  |                       |                       |                       |  |
|  | Tony Nese                                                   | Tony Nese                                                   |                                                             |                 |                  |                                               |                                               |                                               |  |                  |                                        |                                        |                                        |  |                  |                       |                       |                       |  |
|  | Drew Gulak                                                  | Drew Gulak                                                  | Sub                                                         |                 |                  |                                               |                                               |                                               |  |                  |                                        |                                        |                                        |  |                  |                       |                       |                       |  |
|  | Drew Gulak                                                  | Drew Gulak                                                  | Sub                                                         |                 |                  |                                               |                                               |                                               |  | Drew Gulak       | Drew Gulak                             | 15:13                                  |                                        |  |                  |                       |                       |                       |  |
|  |                                                             |                                                             |                                                             |                 |                  |                                               |                                               |                                               |  | Drew Gulak       | Drew Gulak                             | 15:13                                  |                                        |  |                  |                       |                       |                       |  |
|  |                                                             |                                                             | Mustafa Ali                                                 | Mustafa Ali     | Pin              |                                               |                                               |                                               |  |                  |                                        |                                        |                                        |  |                  |                       |                       |                       |  |
|  | Buddy Murphy                                                | Buddy Murphy                                                | Mustafa Ali                                                 | Mustafa Ali     | Pin              | Pin                                           |                                               |                                               |  |                  |                                        |                                        |                                        |  |                  |                       |                       |                       |  |
|  | Buddy Murphy                                                | Buddy Murphy                                                |                                                             |                 |                  |                                               |                                               |                                               |  |                  |                                        |                                        |                                        |  |                  |                       |                       |                       |  |
|  | Ariya Daivari                                               | Ariya Daivari                                               | 7:46                                                        |                 |                  |                                               |                                               |                                               |  |                  |                                        |                                        |                                        |  |                  |                       |                       |                       |  |
|  | Ariya Daivari                                               | Ariya Daivari                                               | 7:46                                                        |                 | Buddy Murphy     | Buddy Murphy                                  | 11:06                                         |                                               |  |                  |                                        |                                        |                                        |  |                  |                       |                       |                       |  |
|  |                                                             |                                                             |                                                             |                 | Buddy Murphy     | Buddy Murphy                                  | 11:06                                         |                                               |  |                  |                                        |                                        |                                        |  |                  |                       |                       |                       |  |
|  |                                                             |                                                             | Mustafa Ali                                                 | Mustafa Ali     | Pin              |                                               |                                               |                                               |  |                  |                                        |                                        |                                        |  |                  |                       |                       |                       |  |
|  | Mustafa Ali                                                 | Mustafa Ali                                                 | Mustafa Ali                                                 | Mustafa Ali     | Pin              | Pin                                           |                                               |                                               |  |                  |                                        |                                        |                                        |  |                  |                       |                       |                       |  |
|  | Mustafa Ali                                                 | Mustafa Ali                                                 |                                                             |                 |                  |                                               |                                               |                                               |  |                  |                                        |                                        |                                        |  |                  |                       |                       |                       |  |
|  | Gentleman Jack Gallagher                                    | Gentleman Jack Gallagher                                    | 17:08                                                       |                 |                  |                                               |                                               |                                               |  |                  |                                        |                                        |                                        |  |                  |                       |                       |                       |  |
|  | Gentleman Jack Gallagher                                    | Gentleman Jack Gallagher                                    | 17:08                                                       |                 |                  |                                               |                                               |                                               |  |                  |                                        |                                        |                                        |  |                  |                       |                       |                       |  |
|  |                                                             |                                                             |                                                             |                 |                  |                                               |                                               |                                               |  |                  |                                        |                                        |                                        |  |                  |                       |                       |                       |  |

## Recepción
El evento recibió críticas variadas de fanáticos y críticos, con el evento principal entre Lesnar y Reigns recibiendo críticas en particular y siendo criticado por algunos como uno de los peores eventos principales en la historia de WrestleMania. Mientras tanto, otros aspectos del evento, como el regreso de Daniel Bryan, el combate por el Campeonato Intercontinental, el combate por el Campeonato Femenino de SmackDown y el debut de Ronda Rousey, fueron ampliamente elogiados.
Jack de Menezes, escribiendo para The Independent, declaró que WrestleMania 34 «trajo una mezcla de brillo, desconcierto y desilusión». La lucha por el Campeonato Intercontinental fue «brillante» y «frenética», la lucha por el Campeonato de la WWE fue un «asunto llamativo» que culminó con un «cambio a heel impresionante», «Rousey causó sensación en su debut en el ring», y «Daniel Bryan una vez más capturó la imaginación del Universo WWE». Cena-Undertaker dejó a «entusiastas atónitos, desconcertados y sintiéndose dados de menos en la vuelta por lo que había sucedido», mientras que finalmente el evento principal fue un "«combate a fuego lento»" que fue «un gran anticlímax».
Dave Meltzer del Wrestling Observer Newsletter notó que el evento principal fue «físico como el infierno», pero «la multitud pareció reaccionar más a las pelotas de playa en la multitud». Meltzer sintió que el combate fue «hecho por simpatía por Reigns cuando terminó para hacerlo un babyface mientras se concentraban en mostrarle todo golpeado». Para los otros combates, Meltzer notó que la battle royal femenina «fue apresurada», la lucha por el Campeonato Intercontinental fue «toda acción», que «se sintió como tres babyfaces» ya que The Miz «no actuó como heel en absoluto en el combate». Asuka-Charlotte fue «algo duro y emocionante», mientras que Ronda Rousey «en ningún momento parecía estar fuera de su elemento, fue nítida en casi todo». Finalmente, Meltzer notó que la asistencia anunciada de 78 133 «no es ni cerca de real, aunque puede ser hasta agosto antes de que salga el número real».
Joshua Needelman de The Washington Post escribió que este evento fue «uno de los más entretenidos de WrestleMania en la memoria reciente», excepto por un final «decepcionante» y «desastroso», ya que «la multitud de Nueva Orleans dejó en claro que el evento principal no era lo querían», que los vio abuchear a Reigns. Mientras tanto, el combate Styles-Nakamura fue «sorprendentemente lento y laborioso, con la intensidad solo alcanzando su nivel esperado hacia el final». Además, la lucha de equipos mixtos «superó las expectativas», mientras que el resultado de la lucha por el Campeonato de los Estados Unidos provocó la ira de los fanáticos porque «el favorito de los fanáticos Rusev» fue cubierto. Por último, Needelman señaló que Daniel Bryan, «quizás el luchador más popular de la última década», «tenía a la multitud en la palma de la mano» durante su combate.
Wade Keller de Pro Wrestling Torch simplemente describió el evento principal de Lesnar-Reigns como un «desastre». Keller notó que la «multitud cansada y desinteresada» había abucheado a Reigns y había coreado «CM Punk», «Boring» («Aburrido») y «This is awful!» («¡Esto es horrible!»). En cuanto a los otros combates, Styles-Nakamura fue «una decepción» dadas las expectativas , Cena-Undertaker fue «complaciente hacia la multitud», el combate de equipos mixtos «se desarrolló tan bien como cualquiera podría haber esperado», y Asuka no pudiendo «mostrar realmente sus movimientos característicos antes de perder» «casi se sintió como una rebaja en la fe de Vince McMahon hacia ella».
Troy L. Smith de Cleveland.com escribió: «En mi opinión, Lesnar-Reigns es uno de los cuatro peores eventos principales de WrestleMania de la historia, basado en la construcción, la ejecución y las consecuencias inmediatas». Después de comparar los cuatro eventos antes mencionados, Smith concluyó que el evento principal de WrestleMania 34 fue de hecho el peor debido al «absoluto desprecio» que produjo, y que nunca hubo un público más «desinteresado» para un evento principal de WrestleMania. Smith también calificó el evento principal como el «peor combate de la noche», pero en contraste, sintió que el resto de WrestleMania 34 fue «bastante bueno durante la mayor parte de sus siete horas».